# Gustav von Puttkamer
Georg Gustav Leopold von Puttkamer (* 3. Januar 1827 in Stojentin, Kreis Stolp; † 7. März 1910 in Stolp) war ein preußischer Landrat im Kreis Bernkastel.

## Leben
Nach dem Besuch eines Gymnasiums in Stolp absolvierte er ein Studium der Rechtswissenschaften in Heidelberg und Berlin. Ab 1849 war er Auskultator am Gericht in Köslin und am Kreisgericht Stolp, bevor er 1854 Regierungsreferendar in Danzig wurde. 1857 arbeitete er als Regierungsassessor bei der Regierung Posen und ab 1862 bei der Regierung Trier. Am 4. Mai 1863 wurde er zum kommissarischen Landrat des Kreises Bernkastel bestellt. Nach einem Jahr im Amt wurde er im Mai 1864 von Friedrich von Kühlwetter, der sich erfolgreich um die Stelle als Landrat beworben hatte, abgelöst.

## Familie
Gustav von Puttkamer war seit 1867 mit Anna geb. Giebel verheiratet.